# Gascão Saintongeois
A Gascão de Saintonge[Nota] (em francês:  Gascon Saintongeois) é uma raça de cão farejador, reconhecida em dois tamanhos, grand (grande) e petite (menor). Originário da França, a raça é usada para caçar em matilhas e descende do velho sabujo de Saintonge, um cão de caça de grande porte.
Historicamente, apenas três sabujos sobreviveram à Revolução Francesa e Conde Joseph de Carayon-Latour, em meados da década de 1840, cruzou o último da raça velho sabujo de Saintonge com alguns dos restantes da raça antiga de azul da Gasgonha. Os nascidos brancos com manchas pretas foram mantidos e, mais tarde receberam o nome Gascon-Saintongeois. Em meados do século XX, os caçadores do sudoeste da França selecionaram cães menores de ninhadas do Grand Gascon Saintongeois para caçar lebres e outros animais pequenos. Estes tornaram-se o Petite Gascon Saintongeois.
O Grand Gascon Saintongeois é preferencialmente usado para caça de animais grandes, embora também seja utilizado para perseguir animais menores, geralmente em bando. O Petite Gascon Saintongeois é um caçador versátil, usado em caça de animais pequenos e até mesmo os animais pouco maiores que ele.
Este é cão tipicamente sabujo francês, de corpo magro e musculoso, patas compridas, orelhas longas e boca pendente e caída. O tamanho do grand macho varia entre 65 e 72 cm; já as fêmeas são ligeiramente menores. O tamanho do petite macho é medido entre 56 e 62 cm, com os exemplares femininos também menores. A cor da pelagem é branca com manchas pretas, e às vezes pintas. Suas orelhas e face ao redor dos olhos são em preto e as bochechas acastanhadas, embora não apresente uma aparência tricolor. Suas manchas castanhas acima dos olhos, e às vezes na base da coxa, são chamadas de "marca de corço". Esta raça destaca-se por seus bons faro e latido, atributos importantes de um cão de caça. Instintivamente coletivo, possui a cauda roliça, tem as pernas longas e as patas grandes para seu tamanho.